# Base Aérea de Tel Nof
La base aérea de Tel Nof (en hebreo: בָּסִיס חֵיל-הַאֲוִויר תֵּל נוֹף, en inglés: Lookout hill) (OACI: LLEK), también conocida como Base Aérea 8, es la base más antigua y principal de la Fuerza Aérea de Israel (IAF) ubicada a 5 km al sur de Rehovot, Israel. Tel Nof alberga dos escuadrones de cazas de ataque, dos helicópteros y un UAV. También se encuentran en la base el Centro de Pruebas de Vuelo Manat y varias unidades especiales de las Fuerzas de Defensa de Israel (IDF), entre otras la Unidad 669 (Búsqueda y Rescate de Combate helitransportado, CSAR) y el centro de entrenamiento de la Brigada de Paracaidistas y su cuartel general.